# Aurel C. Domșa
Aurel C. Domșa (n. 26 septembrie 1863, Blaj – d. 22 iunie 1938, Blaj) a fost un delegat în Marea Adunare Națională de la Alba Iulia, organismul legislativ reprezentativ al „tuturor românilor din Transilvania, Banat și Țara Ungurească”, cel care a adoptat hotărârea privind Unirea Transilvaniei cu România, la 1 decembrie 1918.

## Biografie
La 17 martie 1890 a fost hirotonit preot. În noiembrie 1889 a fost numit cancelist la Mitropolia Blajului, iar de la 1 ianuarie 1891 până în august 1922, a fost contabil prim la Administrația Centrală Capitulară Blaj. Ca membru al C.N.R. Blaj din 1918-1919, a mers pe sate, în echipă, pentru înființarea Gărzilor Naționale.  La 22 august 1922 a fost numit protopop al Blajului. A fost numit asesor consistorial al Mitropoliei Blajului, precum și a diecezelor unite Lugoj, Cluj-Gherla și Oradea. A fost redactor responsabil, proprietar și editor al ziarului "Unirea" între anii 1900-1911. Pentru un articol scris la aniversarea zilei de 3/15 mai 1904, este condamnat la 7 luni de închisoare, dintre care 2 luni le face în temnița Clujului. În anul 1926, a fost ales senator.

## Educație
A urmat studiile primare, liceale și superioare-teologice la Blaj.